# Jonas Svensson (calciatore)
Jonas Svensson (Verdal, 6 marzo 1993) è un calciatore norvegese, difensore del Beşiktaş.

## Caratteristiche tecniche
Nato come centrocampista, a seguito della cessione di Markus Henriksen nel 2012 è stato impiegato in posizione centrale. Nel 2013, sotto la guida tecnica di Per Joar Hansen, è stato impiegato da terzino destro, a causa dell'infortunio del titolare Cristian Gamboa; quando il calciatore costaricano è stato ceduto, Svensson ha conquistato il posto da titolare in quella posizione.

## Carriera

### Club

#### Rosenborg
Dopo aver giocato per il Verdal e per il Levanger, in data 6 agosto 2009 è stato reso noto il suo trasferimento al Rosenborg, che lo avrebbe alla formazione giovanile. Ha esordito in squadra il 13 maggio 2010, sostituendo Kjell Rune Sellin nel successo per 0-4 in casa dello Stjørdals-Blink, in una sfida valida per l'edizione stagionale del Norgesmesterskapet. L'esordio nell'Eliteserien è arrivato il 10 aprile 2011, quando è subentrato a Daniel Fredheim Holm nel pareggio casalingo per 4-4 contro il Lillestrøm. Il 3 luglio successivo ha trovato le prime reti nella massima divisione locale, con una doppietta con cui ha contribuito al successo per 4-0 sul Sarpsborg 08.
Il 20 luglio 2012 ha rinnovato il contratto che lo legava al club fino al 31 dicembre 2015. Il 29 aprile 2015 ha ulteriormente prolungato il contratto con il club, fino al 31 dicembre 2018. Svensson ha poi contribuito al double arrivato al termine di quella stessa stagione, con il Rosenborg che si è aggiudicato campionato e coppa nazionale. In virtù delle sue prestazioni, in data 8 novembre 2015 ha vinto il titolo di miglior difensore del campionato norvegese.
Anche nell'annata successiva, il suo Rosenborg ha centrato il double. Il 24 ottobre 2016 ha ricevuto la candidatura come miglior difensore del campionato al premio Kniksen, che si è poi aggiudicato per il secondo anno consecutivo.

#### AZ Alkmaar
Il 30 gennaio 2017, gli olandesi dell'AZ Alkmaar hanno reso noto sul loro sito ufficiale d'aver ingaggiato Svensson, che si è legato al nuovo club con un contratto valido fino al 30 giugno 2021. Svensson ha scelto la maglia numero 17. Il 26 febbraio ha esordito in Eredivisie, impiegato da titolare nel pareggio per 1-1 contro il PEC Zwolle. Ha chiuso la stagione a quota 14 presenze, tra campionato e coppa.

#### Adana Demirspor
Il 10 luglio 2021 viene tesserato dai neopromossi dell'Adana Demirspor, da svincolato.

### Nazionale
A livello giovanile, Svensson ha rappresentato la Norvegia a livello Under-15, Under-16, Under-17, Under-18, Under-19, Under-21 e Under-23. Per quanto concerne la selezione Under-21, ha esordito il 29 febbraio 2012: è stato schierato titolare nel pareggio per 2-2 contro la Slovenia. Il 7 maggio 2013, il suo nome è stato incluso nella lista provvisoria consegnata all'UEFA dal commissario tecnico Tor Ole Skullerud in vista del campionato europeo Under-21 2013. Il 22 maggio, Svensson non ha fatto parte dei 23 calciatori scelti per la manifestazione.
Il 1º giugno 2016 ha invece esordito in Nazionale maggiore, venendo impiegato da titolare nella sfida amichevole vinta per 3-2 contro l'Islanda.

## Statistiche

### Presenze e reti nei club
Statistiche aggiornate al 26 marzo 2018.
| Stagione          | Club              | Campionato        | Campionato | Campionato | Coppe nazionali | Coppe nazionali | Coppe nazionali | Coppe continentali | Coppe continentali | Coppe continentali | Supercoppe | Supercoppe | Supercoppe | Totale | Totale |
| Stagione          | Club              | Comp              | Pres       | Reti       | Comp            | Pres            | Reti            | Comp               | Pres               | Reti               | Comp       | Pres       | Reti       | Pres   | Reti   |
| ----------------- | ----------------- | ----------------- | ---------- | ---------- | --------------- | --------------- | --------------- | ------------------ | ------------------ | ------------------ | ---------- | ---------- | ---------- | ------ | ------ |
| 2008              | Levanger          | 2D                | ?          | ?          | CN              | ?               | ?               | -                  | -                  | -                  | -          | -          | -          | ?      | ?      |
| gen.-ago. 2009    | Levanger          | 2D                | ?          | ?          | CN              | ?               | ?               | -                  | -                  | -                  | -          | -          | -          | ?      | ?      |
| Totale Levanger   | Totale Levanger   | Totale Levanger   | ?          | ?          |                 | ?               | ?               |                    | -                  | -                  |            | -          | -          | ?      | ?      |
| 2010              | Rosenborg         | ES                | 0          | 0          | CN              | 1               | 0               | UCL+UEL            | 0                  | 0                  | -          | -          | -          | 1      | 0      |
| 2011              | Rosenborg         | ES                | 25         | 2          | CN              | 4               | 1               | UCL+UEL            | 4+2                | 0                  | -          | -          | -          | 35     | 3      |
| 2012              | Rosenborg         | ES                | 27         | 3          | CN              | 4               | 2               | UEL                | 14                 | 0                  | -          | -          | -          | 39     | 5      |
| 2013              | Rosenborg         | ES                | 27         | 3          | CN              | 5               | 0               | UEL                | 4                  | 2                  | -          | -          | -          | 36     | 5      |
| 2014              | Rosenborg         | ES                | 23         | 2          | CN              | 1               | 1               | UEL                | 3                  | 0                  | -          | -          | -          | 27     | 2      |
| 2015              | Rosenborg         | ES                | 29         | 0          | CN              | 7               | 0               | UEL                | 14                 | 1                  | -          | -          | -          | 50     | 1      |
| 2016              | Rosenborg         | ES                | 26         | 1          | CN              | 5               | 1               | UCL+UEL            | 4+2                | 0                  | -          | -          | -          | 37     | 2      |
| Totale Rosenborg  | Totale Rosenborg  | Totale Rosenborg  | 157        | 11         |                 | 27              | 5               |                    | 47                 | 3                  |            | -          | -          | 231    | 19     |
| gen.-giu. 2017    | AZ Alkmaar        | ED                | 9+4        | 0          | CO              | 1               | 0               | -                  | -                  | -                  | -          | -          | -          | 14     | 0      |
| 2017-2018         | AZ Alkmaar        | ED                | 32         | 3          | CO              | 5               | 1               | -                  | -                  | -                  | -          | -          | -          | 37     | 4      |
| 2018-2019         | AZ Alkmaar        | ED                | 32         | 1          | CO              | 4               | 0               | UEL                | 2                  | 0                  | -          | -          | -          | 38     | 1      |
| 2019-2020         | AZ Alkmaar        | ED                | 23         | 1          | CO              | 3               | 1               | UEL                | 12                 | 0                  | -          | -          | -          | 38     | 2      |
| 2020-2021         | AZ Alkmaar        | ED                | 18         | 0          | CO              | 0               | 0               | UCL+UEL            | 2+4                | 0+0                | -          | -          | -          | 24     | 0      |
| Totale AZ Alkmaar | Totale AZ Alkmaar | Totale AZ Alkmaar | 114+4      | 5          |                 | 13              | 2               |                    | 20                 | 0                  |            | -          | -          | 151    | 7      |
| 2021-2022         | Adana Demirspor   | SL                | 18         | 0          | TK              | 0               | 0               | -                  | -                  | -                  | -          | -          | -          | 18     | 0      |
| Totale            | Totale            | Totale            | 293+       | 16+        |                 | 40+             | 7+              |                    | 67                 | 3                  |            | -          | -          | 400+   | 26+    |

### Cronologia presenze e reti in nazionale
| Cronologia completa delle presenze e delle reti in nazionale ― Norvegia | Cronologia completa delle presenze e delle reti in nazionale ― Norvegia | Cronologia completa delle presenze e delle reti in nazionale ― Norvegia | Cronologia completa delle presenze e delle reti in nazionale ― Norvegia | Cronologia completa delle presenze e delle reti in nazionale ― Norvegia | Cronologia completa delle presenze e delle reti in nazionale ― Norvegia | Cronologia completa delle presenze e delle reti in nazionale ― Norvegia | Cronologia completa delle presenze e delle reti in nazionale ― Norvegia |
| Data                                                                    | Città                                                                   | In casa                                                                 | Risultato                                                               | Ospiti                                                                  | Competizione                                                            | Reti                                                                    | Note                                                                    |
| ----------------------------------------------------------------------- | ----------------------------------------------------------------------- | ----------------------------------------------------------------------- | ----------------------------------------------------------------------- | ----------------------------------------------------------------------- | ----------------------------------------------------------------------- | ----------------------------------------------------------------------- | ----------------------------------------------------------------------- |
| 1-6-2016                                                                | Oslo                                                                    | Norvegia                                                                | 3 – 2                                                                   | Islanda                                                                 | Amichevole                                                              | -                                                                       |                                                                         |
| 5-6-2016                                                                | Bruxelles                                                               | Belgio                                                                  | 3 – 2                                                                   | Norvegia                                                                | Amichevole                                                              | -                                                                       | 78’                                                                     |
| 31-8-2016                                                               | Oslo                                                                    | Norvegia                                                                | 0 – 1                                                                   | Bielorussia                                                             | Amichevole                                                              | -                                                                       |                                                                         |
| 4-9-2016                                                                | Oslo                                                                    | Norvegia                                                                | 0 – 3                                                                   | Turchia                                                                 | Amichevole                                                              | -                                                                       |                                                                         |
| 8-10-2016                                                               | Baku                                                                    | Azerbaigian                                                             | 1 – 0                                                                   | Norvegia                                                                | Qual. Mondiali 2018                                                     | -                                                                       | 33’                                                                     |
| 11-10-2016                                                              | Oslo                                                                    | Norvegia                                                                | 4 – 1                                                                   | San Marino                                                              | Qual. Mondiali 2018                                                     | -                                                                       |                                                                         |
| 10-6-2017                                                               | Oslo                                                                    | Norvegia                                                                | 1 – 1                                                                   | Rep. Ceca                                                               | Qual. Mondiali 2018                                                     | -                                                                       |                                                                         |
| 13-6-2017                                                               | Oslo                                                                    | Norvegia                                                                | 1 – 1                                                                   | Svezia                                                                  | Amichevole                                                              | -                                                                       | 11’                                                                     |
| 1-9-2017                                                                | Oslo                                                                    | Norvegia                                                                | 2 – 0                                                                   | Azerbaigian                                                             | Qual. Mondiali 2018                                                     | -                                                                       | 89’                                                                     |
| 4-9-2017                                                                | Stoccarda                                                               | Germania                                                                | 6 – 0                                                                   | Norvegia                                                                | Qual. Mondiali 2018                                                     | -                                                                       | 58’                                                                     |
| 5-10-2017                                                               | Serravalle                                                              | San Marino                                                              | 0 – 8                                                                   | Norvegia                                                                | Qual. Mondiali 2018                                                     | -                                                                       |                                                                         |
| 8-10-2017                                                               | Oslo                                                                    | Norvegia                                                                | 1 – 0                                                                   | Irlanda del Nord                                                        | Qual. Mondiali 2018                                                     | -                                                                       |                                                                         |
| 11-11-2017                                                              | Skopje                                                                  | Macedonia                                                               | 2 – 0                                                                   | Norvegia                                                                | Amichevole                                                              | -                                                                       |                                                                         |
| 14-11-2017                                                              | Trnava                                                                  | Slovacchia                                                              | 1 – 0                                                                   | Norvegia                                                                | Amichevole                                                              | -                                                                       | 90+1’                                                                   |
| 26-3-2018                                                               | Elbasan                                                                 | Albania                                                                 | 0 – 1                                                                   | Norvegia                                                                | Amichevole                                                              | -                                                                       | 46’                                                                     |
| 2-6-2018                                                                | Reykjavík                                                               | Islanda                                                                 | 2 – 3                                                                   | Norvegia                                                                | Amichevole                                                              | -                                                                       | 8’                                                                      |
| 18-11-2019                                                              | Ta' Qali                                                                | Malta                                                                   | 1 – 2                                                                   | Norvegia                                                                | Qual. Euro 2020                                                         | -                                                                       | 65’                                                                     |
| 7-9-2020                                                                | Belfast                                                                 | Irlanda del Nord                                                        | 1 – 5                                                                   | Norvegia                                                                | UEFA Nations League 2020-2021 - 1º turno                                | -                                                                       | 80’                                                                     |
| 11-10-2020                                                              | Oslo                                                                    | Norvegia                                                                | 4 – 0                                                                   | Romania                                                                 | UEFA Nations League 2020-2021 - 1º turno                                | -                                                                       | 78’                                                                     |
| 24-3-2021                                                               | Gibilterra                                                              | Gibilterra                                                              | 0 – 3                                                                   | Norvegia                                                                | Qual. Mondiali 2022                                                     | 1                                                                       | 61’ 62’                                                                 |
| 27-3-2021                                                               | Malaga                                                                  | Norvegia                                                                | 0 – 3                                                                   | Turchia                                                                 | Qual. Mondiali 2022                                                     | -                                                                       | 67’                                                                     |
| 30-3-2021                                                               | Podgorica                                                               | Montenegro                                                              | 0 – 1                                                                   | Norvegia                                                                | Qual. Mondiali 2022                                                     | -                                                                       | 66’                                                                     |
| 2-6-2021                                                                | Malaga                                                                  | Norvegia                                                                | 1 – 0                                                                   | Lussemburgo                                                             | Amichevole                                                              | -                                                                       | 65’                                                                     |
| Totale                                                                  |                                                                         | Presenze                                                                | 23                                                                      |                                                                         | Reti                                                                    | 1                                                                       |                                                                         |

## Palmarès

### Club

#### Competizioni giovanili
- Norgesmesterskapet G19: 1

Rosenborg: 2009

#### Competizioni nazionali
- Campionato norvegese: 2

Rosenborg: 2015, 2016
- Coppa di Norvegia: 2

Rosenborg: 2015, 2016
- Coppa di Turchia: 1

Beşiktaş: 2023-2024
- Supercoppa di Turchia: 1

Beşiktaş: 2024

### Individuale
- Miglior difensore dell'Eliteserien: 2

2015, 2016